# 华盛顿路
华盛顿路（法語：Rue Washington）是巴黎第八区的一条街道，始于香榭丽舍大街104-114号，与乔治五世大街相对，止于弗里德兰大街1号、奥斯曼大道179号和rue d'Artois。这条路的历史可追溯到1787年，但是直到1812年才开始修筑。1879年以美国首任总统乔治华盛顿命名。 